# Jorge Patiño
Jorge Armando Patiño Del Arca (ur. 18 grudnia 1911 w Limie, zm. ?) – peruwiański strzelec, olimpijczyk.
Wystąpił na Letnich Igrzyskach Olimpijskich 1936 w jednej konkurencji, którą był karabin małokalibrowy leżąc z 50 m. Zajął w niej 51. pozycję ex aequo z trzema innymi strzelcami (startowało 66 zawodników). Jest pierwszym peruwiańskim strzelcem, który wziął udział w igrzyskach olimpijskich.

## Wyniki

### Igrzyska olimpijskie
| Igrzyska    | Konkurencja                       | Wynik    | Miejsce | Źródło |
| ----------- | --------------------------------- | -------- | ------- | ------ |
| Berlin 1936 | Karabin małokalibrowy leżąc, 50 m | 287 pkt. | 51      | [ 1 ]  |